# Martin Stahn
Martin Stahn (* 25. März 1873 in Sorau; † 17. Januar 1953 in Lübben) war ein deutscher Archivar.

## Leben und Wirken
Martin Stahn wurde als Sohn eines Bäckermeisters in Sorau geboren. Nach Besuch des Gymnasiums seiner Heimatstadt absolvierte er eine Bäckerlehre. Seine Wanderjahre führten ihn nach Dresden, Berlin und Genf. 1893 bis 1895 ließ er sich in Neinstedt zum Diakon ausbilden. Anschließend wirkte er bis 1898 als solcher in Cracau bei Magdeburg, Genua und Genf. 1899 war er Hilfskrankenwärter in Sorau und Berlin. 1900 bis 1902 arbeitete er als Sekretär der Pfeifferschen Anstalten in Cracau bei Magdeburg und 1902 als Sekretär im Landratsamt Sorau. Seit 1903 war er Büroassistent und seit 1907 Landessekretär der niederlausitzischen Kommunalstände in Lübben.
Nach dem Ersten Weltkrieg, an dem er von 1914 bis 1918 teilnahm, wurde er 1919 Archivar der Niederlausitzer Stände – zuerst im Nebenamt und ab 1924 hauptamtlich. Seit 1930 leitete er auch das Stadtarchiv Lübben. Während seiner Zeit als Leiter übernahm das Ständearchiv viele kleinere Archive, so das Schlossarchiv Vetschau (1919), die älteren Kirchenbücher der Paul-Gerhardt-Kirche in Lübben (1922), das Archiv der Lübbener Schützengilde (1925), das Archiv der Landkirche in Lübben (1926), die Lübbener Kirchenrechnungen (1926), die Gutsarchive Gosda, Proschim, Welzow, Stradow und Wolkenberg im Kreis Spremberg (1926), Pretschen im Kreis Lübben (1927 und 1932) und Bornsdorf im Kreis Luckau (1933), die Archive der Amtsbezirke Bornsdorf und Waltersdorf im Kreis Luckau (1933), die Lübbener Innungsakten (1934ff.) und die Altregistratur der Stadt Lübben (1930ff.). Von 1925 bis 1928 ordnete und inventarisierte er die Bestände, seit 1929 auch die Deposita, und machte sie somit für Forschungszwecke nutzbar. Nachdem er 1938 in den Ruhestand trat, wurde er bis zum 30. Juni 1950 im Angestelltenverhältnis weiter beschäftigt. Im April 1945, als 80 bis 90 Prozent der Lübbener Innenstadt brannte, blieb das Archiv verschont. Stahn ist es zu verdanken, dass es auch die Zeit danach überstand: Er schaffte wieder Sicherheit in dem fensterlosen Gebäude, begann das Durcheinander zu beseitigen und nahm die Neuordnung der Archivalien in Angriff. Nach seinem Ausscheiden setzte Rudolf Lehmann diese Arbeiten fort.
1904 heiratete er Margarete Seltmann († 1944), mit der er drei Kinder hatte: Katharina, Irmgard und Johannes († 1943).

## Werke
- mit Robert Daenicke: Hundert Jahre Hauptsparkasse der Niederlausitz. Denkschrift zur Feier des 100jährigen Bestehens der Niederlausitzer Provinzialsparkasse am 1. Oktober 1924. [Otto Enke], [Cottbus] [1924]
- mit Robert Daenicke: Zur Geschichte der Schützengilde in Lübben in der Lausitz. Festschrift zu ihrer 500-Jahrfeier vom 5.–12. Juli 1925. [Otto Enke], [Cottbus] 1925
- Das Landesarchiv Lübben uns seine Bestände. In: Niederlausitzer Mitteilungen. Band 22, 1934, S. 313–338
- Das niederlausitzische Landesarchiv in Lübben. Brandenburger Provinzialdruckerei, Strausberg [1939] (Digitalisat)

Sein Nachlass wird im Staatsarchiv Potsdam (Pr. Br. Rep. 16) aufbewahrt.